# Cheiracanthium olliforme
Cheiracanthium olliforme är en spindelart som beskrevs av Zhang och Zhu 1993. Cheiracanthium olliforme ingår i släktet Cheiracanthium och familjen sporrspindlar. Inga underarter finns listade i Catalogue of Life.